# عفت مرعشی
عفت مرعشی (زادهٔ ۱۳۱۴) همسر اکبر هاشمی رفسنجانی، رئیس‌جمهور سابق ایران، مشهور به عایشه است. مرعشی در ۴ خرداد ۱۳۵۸ در حالی که دو نفر از اعضای گروه فرقان تلاش می‌کردند همسرش هاشمی را ترور کنند مانع شد و در انتخابات ریاست‌جمهوری ایران در سال ۱۳۸۸ و هنگام رای دادن در حسینیه جماران جملاتی از او در رسانه‌ها انتشار یافت.

## خانواده
عفت مرعشی از خانواده‌ای روحانی، از فامیل بزرگ مرعشی و نتیجهٔ سید محمدکاظم طباطبایی یزدی صاحب کتاب عروه الوثقی که جایگاه معتبری در همه حوزه‌ها دارد، است. مریم طباطبایی یزدی، فرزند سید احمد طباطبایی یزدی و نوهٔ سید محمدکاظم طباطبایی یزدی بود که حاصل ازدواجش، ۴ پسر و ۵ دختر شد. عفت مرعشی نیز از همین خانواده است که نسبت او با دو واسطه به سید محمدکاظم طباطبایی یزدی می‌رسد.
حسین مرعشی، پسر عموی عفت مرعشی، استاندار سابق کرمان، نمایندهٔ مجلس پنجم و ششم، اولین رئیس سازمان میراث فرهنگی و گردشگری در سال ۱۳۸۳ و سخنگوی حزب کارگزاران سازندگی است.
خواهران وی، عذرا، اقدس، اشرف، نصرت و فرخنده و برادرانشان رضا، حسین، کاظم و علی هستند.
عفت مرعشی، روز ۱۹ خرداد ۱۳۹۵ بر اثر بیماری زخم شدید معده در بیمارستان بهمن تهران بستری شد.

### ازدواج
خانواده‌های هاشمی و مرعشی چه در سال‌های قبل و چه در سال‌های پس از انقلاب موقعیت و نفوذ بالایی در منطقه کرمان داشتند. عفت مرعشی در سال ۱۳۳۷ با مهریه «مقداری باغ پسته» به همراه «آب» با علی‌اکبر هاشمی رفسنجانی ازدواج کرد.
حاصل ازدواج عفت مرعشی و هاشمی رفسنجانی ۵ فرزند به نام‌های فاطمه، محسن، فائزه، مهدی و یاسر است. دو دختر او با دو پسر حسن لاهوتی اشکوری امام جمعه سابق رشت و از دوستان هاشمی رفسنجانی در دوره زندان، ازدواج کردند.

## نقش سیاسی

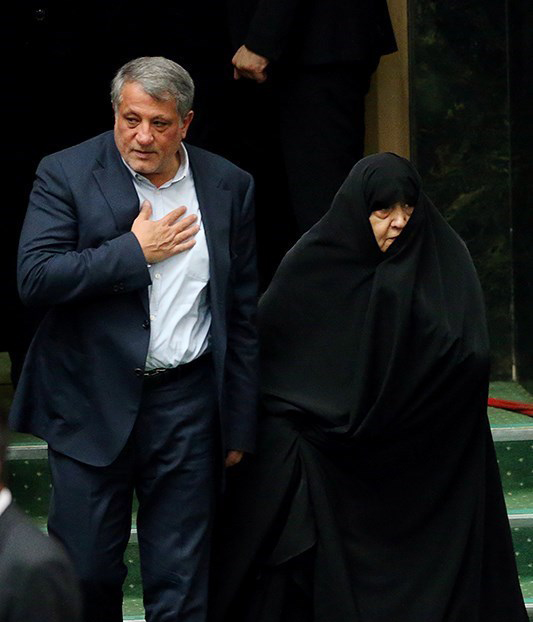
عفت مرعشی و پسرش محسن هاشمی در مراسم تحلیف حسن روحانی

گفته می‌شود که عفت مرعشی در تصمیمات شوهرش نقش مؤثری داشته‌است. در ماجرای ترور هاشمی رفسنجانی در سال ۱۳۵۸، با تلاش وی هاشمی رفسنجانی از این سوء قصد جان سالم به در برد. در دههٔ اول انقلاب هم، او در بحث‌های درون‌خانوادگی و زنانهٔ راس حکومت نقش فعالی داشت و اخباری هم از این بحث‌ها در خاطرات هاشمی منعکس شده‌است. همچنین دفاع او از فائزه هاشمی و روزنامه زن او، نیز بازتاب یافته‌است. اما او هیچ‌گاه به شکلی آشکار در حوزهٔ سیاست به میدان نیامد.
او در حوزه سیاست خارجی نیز نقش فعالی داشته‌است. هر چند روایت اکبر هاشمی رفسنجانی دربارهٔ رابطه با عربستان سعودی متفاوت از روایت همسرش است ولی آنطور که عفت مرعشی گفته، او آغازگر رابطه ایران و عربستان سعودی پس از کشتار حجاج در مکه (۱۳۶۶) بوده‌است: «بعد از جریان کشتار حجاج ایرانی در سال ۶۶، به تنهایی به عربستان سفر کردم. در این سفر، خانم ملک عبدالله میهمانی داد و یک عده را دعوت کرد و جلسه گذاشت. آنها از من خواستند که میهمانی را بپذیرم و من هم پذیرفتم. وقتی پذیرفتم روابط برقرار شد».
مرعشی در جریان انتخابات ریاست‌جمهوری ایران (۱۳۸۸) گفت: «اگر «تقلب» کردند، بریزند تو خیابون‌ها!» حسین مرعشی پسرعموی او پس از پیامدهای انتخابات ریاست جمهوری دهم ایران دستگیر و به یک سال زندان محکوم شد. فائزه هاشمی دختر او نیز در سال ۱۳۹۰ به شش ماه زندان محکوم شد و مهدی هاشمی دیگر فرزند او نیز پس از انتخابات ریاست‌جمهوری ۱۳۸۸ از سوی حکومت ایران بارها تهدید به دستگیری شد.